# Titus Sextius Magius Lateranus (consul en 94)
Pour les articles homonymes, voir Africanus, Sextius et Sextii.
Titus Sextius Magius Lateranus est un sénateur romain du Ier siècle, consul éponyme en 94 sous Domitien.

## Biographie
Il est probablement le fils de Titus Sextius Africanus, consul suffect en 59.
En l’an 94, il est consul éponyme aux côtés de Lucius Nonius Calpurnius Torquatus Asprenas,.
De sa femme, Volusia Cornelia, fille de Quintus Volusius Saturninus, il est le père de Titus Sextius Cornelius Africanus, consul éponyme en 112 sous Trajan,.